# 140 г. пр.н.е.
140 (сто и четиридесета) година преди новата ера (пр.н.е.) е година от доюлианския (Помпилийски) римски календар.

## Събития

### В Римската република
- Консули са Гай Лелий и Квинт Сервилий Цепион.
- Консулът Лелий не успява да прокара аграрна реформа, която да предотврати упадъка на дребния земевладелец, който от векове формира гръбнака на армията, за сметка на разрастващите се имения на плутократи, обслужвани от робски труд.[1][2]
- Рим възобновява войната с Вириат.[2]

### В Азия
- Деметрий II Никатор тръгва на поход срещу партите.[2]
- Царят на партите Митридат I побеждава еламитите при Кут.[2][notes 1]

## Родени
- Лаодика, понтийска принцеса и сестра на Митридат VI Евпатор
- Квинт Муций Сцевола (понтифекс), римски политик и юрист († 82 г. пр.н.е.)
- Саломе Александра, царица на Юдея († 67 г. пр.н.е.)

## Починали
- Луций Касий Хемина, римски историк и писател (* 200 г. пр.н.е.)